# Кайо Жуніор Боргес Фонсека
Кайо Жуніор Боргес Фонсека (порт. Caio Junior Borges Fonseca; нар. 3 квітня 1987, Кашіас-ду-Сул, Бразилія) — бразильський футзаліст. Нападник бразильського клубу «Атлантіко».

## Біографія
Починав кар'єру у бразильському клубі «Кортіана/UCS», в якому на молодіжному рівні виграв Лігу Гаушу та став фіналістом Кубку Бразилії. Кар'єру на дорослому рівні почав у 2008 році у команді «Гуарапуава Футзал», але через численні травми не зміг там заграти. Після цього перейшов в «Ульбра/Сюзано», разом з якою став віце-чемпіоном Бразилії.
Згодом пограв по року у таких клубах, як «Кортіано/АФФ», «Анаполіс футзал/СуперБолла» (з яким виграв чемпіонат штату Гояс), «Сан-Каетано/Друммонд». Після цього підписав угоду з «Інтернасьоналем», але команда не змогла підтвердити свою участь у чемпіонаті Бразилії і на початку 2012 року він опинився в «Оі/Оппнус/ПеальтіУмарама», де пробув півроку і у статусі найкращого бомбардира команди (7 голів у чемпіонаті Бразилії+5 голів у чемпіонаті штату), влітку 2012 року перейшов у «Конкордію/Умбро», через те, що не зміг домовитися по умовам контакту. Кайо Жунор захищав кольори «Конкордії/Умбро» у чемпіонаті штату Санта-Катаріна, де відзначився 4 рази.
В кінці 2012 року перейшов у склад «Сан-Жозе/ВалеСул Шоппінг», де відзначився 5-ма голами у 13 матчах чемпіонату, а також 3-ма голами у Лізі Пауліста і завдяки цьому перейшов в «Єнакієвець».
28 червня 2020 року підписав контракт з португальським «Портімоненсе».

## Титули та досягнення
- Віце-чемпіон Бразилії: 2008
- Володар Кубка Бразилії: 2019[9]
- Чемпіон штату Гояс: 2010
- Чемпіон Ліги Гаушу Sub-20: 2006
- Фіналіст Кубку Бразилії U-20: 2007